# Северномакедонска азбука
Северномакедонската азбука е вариант на кирилицата, която се използва в Северна Македония. Разработена е от Крум Тошев, Крум Кепев и Блаже Конески, които от своя страна за основа вземат сръбската фонетична азбука на Вук Караджич и творбата на Кръсте Мисирков „За македонцките работи“. Азбуката е официално приета от Антифашисткото събрание за народно освобождение на Македония през 1945 година, след съгласието, дадено от Централния комитет на Югославската комунистическа партия.

## Произход
Македонската литературна норма се говори от около 2 милиона души в Северна Македония. Чрез нея се изписва т. нар. „македонски литературен език“ в Северна Македония.

## Азбука
Северномакедонската азбука съдържа следните 31 букви:
Аа, Бб, Вв, Гг, Дд, Ѓѓ, Ее, Жж, Зз, Ѕѕ, Ии, Јј, Кк, Лл, Љљ, Мм, Нн, Њњ, Оо, Пп, Рр, Сс, Тт, Ќќ, Уу, Фф, Хх, Цц, Чч, Џџ, Шш
Неприсъстващите букви в българската кирилица са:
| ѓ – гь   | ќ – кь |
| ѕ – дз   | џ – дж |
| љ – ль   | њ – нь |
| ј – й, ь |        |

## Характерни букви
Македонската литературна норма съдържа малък брой уникални фонеми, а оттук и нуждата за специфични македонски букви. Кодификацията на македонския книжовен език през 1944 година води година по-късно до приемането на азбука, която е основана предимно на сръбската фонетична азбука на Вук Караджич. Това довежда до последваща критика от български езиковеди, a така също и на някои езиковеди от Северна Македония, сочеща „сърбизацията“ на езика. Все пак, обосновката за приемане на фонетична азбука би могла да бъде обяснена и чрез изследване на по-ранни текстове, а именно известната книга на Кръстьо Мисирков „За македонцките работи“.
Ѓ и Ќ
В „За македонцките работи“ Мисирков използва съчетанията г' и к', за да представи фонемите (гь) и (кь), докато Марко Цепенков използва гь и кь. Все пак се налагат буквите г' и к'.
Ѕ
Буквата Ѕ в кирилицата произхожда от ЅѢЛО, която е осмата буква в старобългарската азбука. Отначало румънската кирилица и руската кирилица също съдържат буквата Ѕ. Румънската кирилица излиза от употреба в 1860, а буквата Ѕ е премахната от руската кирилица в началото на XVII век. Въпреки че е омограф на S в латиницата, двете букви не са сродни.
Љ, Њ, Ј и Џ
Буквите Љ и Њ са безспорно от сръбски произход, но техните предшественици са ясно илюстрирани като Л' и Н' в книгата на Мисирков, а в още по-ранни текстове като ЛЬ и НЬ.
В „За македонцките работи“ Мисирков използва буквата I там, където днес се използва J. Ј и Џ са заети от сръбската кирилица.
Букви с ударение
Буквите с ударение ѐ и ѝ не се приемат за отделни или ударени букви (така както във френски, например). По-скоро те са стандартните букви е и и, които имат знак за ударение само в думи с двойно значение (например: сѐ се врти — всичко се върти; не нѐ информираа — не ни информираха; дојде и ѝ кажа — дойде и ѝ каза).

## Спорове след независимостта на Северна Македония
В първите години след обявяването на независимостта на Северна Македония от Югославия през 1991 година редица македонски книжовници и езиковеди предлагат премахване на сръбските букви от азбуката и връщането на букви като Ъ и ь.